# Мирис дуња
Мирис дуња је југословенски филм из 1982. године. Сценарио је написао Мирза Идризовић у сарадњи са Зуко Џумхур и Карел Валтера.

## Радња
Сарајевски бизнисмен се захваљујући свом пријатељству са нацистима брзо обогатио током Другог светског рата. Међутим, убрзо се заљубљује у девојку која је Јеврејка што узрокује његову смрт.
У  ратном метежу Сарајева 1941. године Мустафа се жели обогатити па банчи и оргија с немачким официрима. Сестра и брат му другачије живе, помажу илегалцима и крију младу Јеврејку. Немци врше претрес у Мустафиној кући, убијају му оца, а Јеврејка успева побећи. Не знајући шта се десило, Мустафа се враћа с пијанке и пролази поред гробља у тренутку кад му сахрањују оца. У њему се нешто сломи и он, неочекивано, убија немачког официра. Призор посматрају Јеврејка и његов брат који баца бомбу и сам бива рањен. Плашећи се за девојчин живот, моли је да бежи, и тако штити љубав која је никла међу њима у суровим данима рата.

## Улоге
| Глумац                 | Улога          |
| ---------------------- | -------------- |
| Мустафа Надаревић      | Мустафа        |
| Љиљана Благојевић      | Луна           |
| Ирфан Менсур           | Ибрахим        |
| Нада Ђуревска          | Азра           |
| Изет Хајдархоџић       | Хамдибег       |
| Семка Соколовић-Берток | Есма           |
| Боро Стјепановић       | Алкалај        |
| Шпела Розин            | Марија         |
| Бранко Ђурић           | Поручник Шторм |
| Зијах Соколовић        | Хусо Мујагин   |
| Павле Вуисић           | Јозо           |
| Заим Музаферија        | Пекар          |
| Живко Ристић           | Ефраим         |
| Мирољуб Лешо           | Боро           |
| Вера Маргетић          | Зора           |
| Звонко Лепетић         | Владо          |
| Славко Михачевић       | Исмет          |
| Здравко Биоградлија    | Кемал          |
| Хранислав Рашић        | Џафер          |
| Слободан Велимировић   | Милорад        |
| Божидар Буњевац        | Митар          |

## Награде
На 29. Филмском фестивалу у Пули 1982. године:
- Мирза Идризовић – Златна арена за сценарио
- Данијел Шукало за камеру у филму